# 萨延
萨延（Sayan），是印度古吉拉特邦Surat县的一个城镇。总人口12856（2001年）。

## 人口
该地2001年总人口12856人，其中男性7258人，女性5598人；0—6岁人口1821人，其中男983人，女838人；识字率64.61%，其中男性为70.29%，女性为57.23%。